# Vuelo 110 de Aeroméxico
El vuelo 110 de Aeroméxico era un vuelo que, el 8 de noviembre de 1981 se estrelló cerca de Zihuatanejo mientras iniciaba un descenso de emergencia, matando a las 18 personas a bordo.

## Avion
La aeronave involucrada fue un DC-9-32 que fue entregado a Aeroméxico en 1974 y recibió el nombre de Tijuana. Estaba propulsado por dos motores turbofan Pratt & Whitney JT8D-17.

## Secuencia del accidente
Luego de salir de Acapulco y alcanzar los 9400 m, el capitán informó al control de tráfico aéreo que la cabina de la aeronave se había despresurizado y solicitó regresar a Acapulco para un aterrizaje de emergencia. La aeronave inició un descenso de emergencia pero a 1.800 m se estrelló contra las montañas de la Sierra de Guerrero.

## Investigación
La investigación determinó que la tripulación no había seguido los procedimientos de emergencia.